# Landing Craft Utility
Landing Craft Utility (LCU) är en typ av landstigningsbåt som används av USA:s flotta för att landsätta stridsvagnar och annan tung materiel. 32 stycken är levererade till USA:s flotta och 4 stycken (LCU-1667 till LCU-1670) till USA:s armé.

## Konstruktion
Beteckningen "landstigningsbåt" är en smula missvisande. LCU:er är fartyg i storlek och kapacitet fullt jämförbara med landsvägsfärjor. De har en permanent besättning om elva man som är inkvarterade ombord. Förutom kojer är fartygen utrustade med hygienutrymme med toaletter, duschar, tvättmaskin och torktumlare, ett dagrum med tv och en komplett kabyss. Bränsle och förnödenheter räcker för självständiga uppdrag i upp till tio dygn. Att de ändå klassas som landstigningsbåtar beror på att de normalt sett är baserade ombord på amfibiefartyg och opererar utifrån deras welldäck.
Fartygen är byggda i stål och kan ta en däckslast på 180 ton. Ursprungligen var de konstruerade att ta tre stycken M60-stridsvagnar, men vikten av den nyare M1 gör att lasten begränsas till två av dessa. Bogrampen är 4,6 meter och akterrampen är 5,8 meter bred. Fartygen drivs av två dieselmotorer i två separata maskinrum. Fartygen har också ett ankare med ankarspel i aktern på styrbordssidan som används för att dra loss fartyget från stranden.

## Användning
LCU:er är organiserade i Assault Craft Units (ACU), varav ACU-1 är stationerad i Coronado, Kalifornien och ACU-2 i Little Creek, Virginia. De förfogar över 16 stycken LCU vardera. För amfibieuppdrag baseras de ombord på amfibiefartyg.

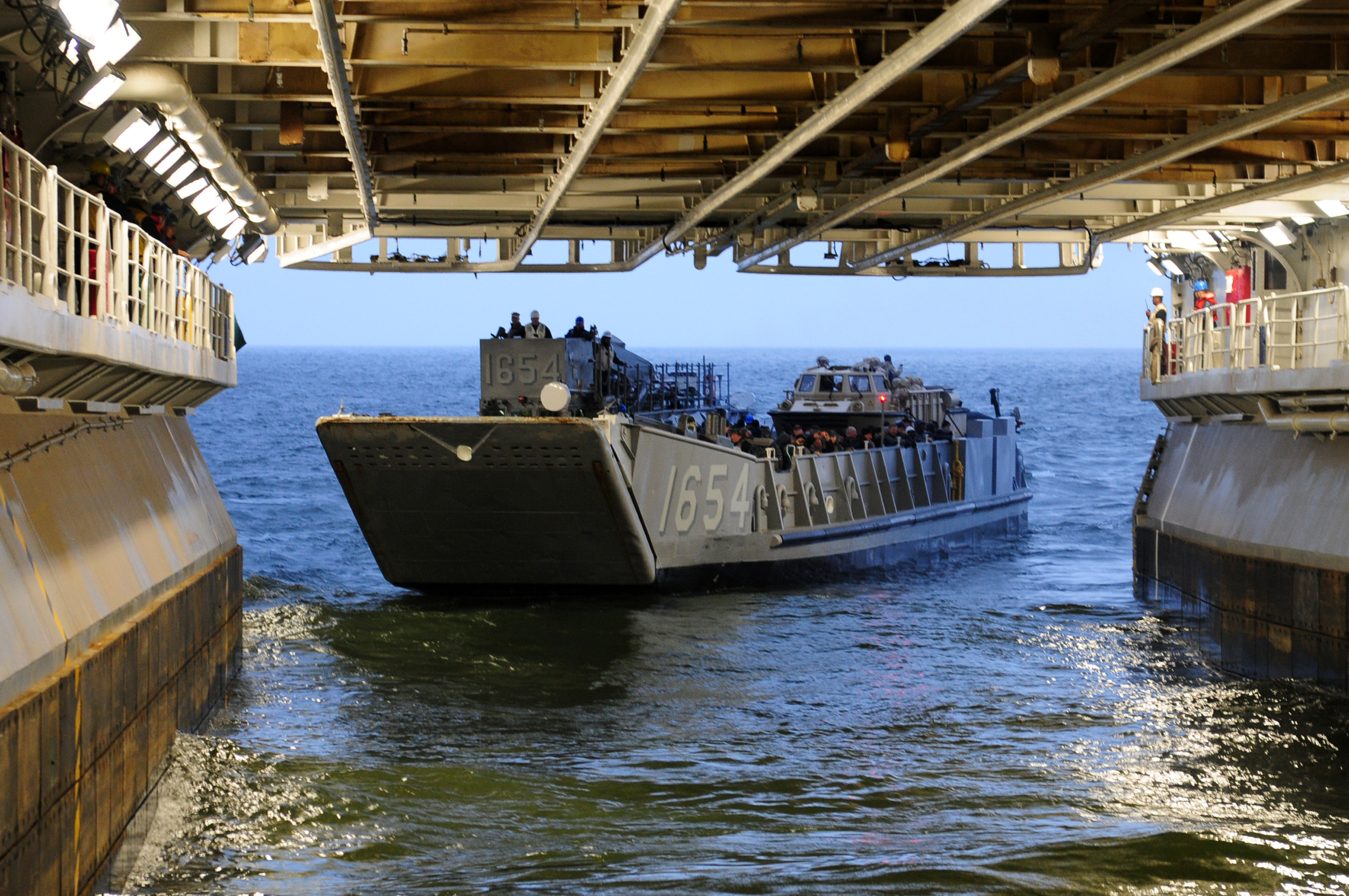
LCU-1654 backar ut från welldäck på.

| Fartygsklass         | Antal LCU |
| -------------------- | --------- |
| Austin-klass         | 1         |
| Anchorage-klass      | 3         |
| Tarawa-klass         | 4         |
| San Antonio-klass    | 1         |
| Wasp-klass           | 2         |
| Whidbey Island-klass | 4         |